# Azapa
O vale de Azapa, no Chile, localizado a três quilômetros da cidade de Arica, é um verdadeiro oásis, onde se produz durante todo o ano uma grande variedade de frutas e hortaliças como manga, goiaba, mamão, plátanos e a famosa azeitona de Azapa com um sabor amargo.
Além da produção de frutas, outro destaque do Vale é o povoado de "José Raúl Naranjo Meneses" que atrai turistas para a compra dos mais variados tipos de artesanato produzidos a partir de madeira, pedras, cerâmica e metal, tecidos, etc. sempre reproduzindo a cultura e arqueologia locais.